# サミュエル・アーノルド (作曲家)
サミュエル・アーノルド（Samuel Arnold, 1740年8月10日 - 1802年10月22日）は、イングランドの作曲家、オルガニスト。
アーノルドはロンドンに生まれた。父はトーマス・アーノルドであり、母はアメリア王女（英語版）であったと言われている。1764年頃より舞台用の音楽の作曲を始める。数年後にメリルボーン・ガーデンズの監督に就任、そこで多くのポピュラー音楽を作曲した。1777年にヘイマーケットの小劇場においてジョージ・コールマン・ジ・エルダーの下で働くようになる。1783年にはチャペル・ロイヤルのオルガニスト、さらに1793年にウェストミンスター寺院のオルガニストに就任し、死後は同寺院に葬られた。

## 主要作品
- The Maid of the Mill (1765)
- Abimelech (1768)
- The Prodigal Son (1773)
- Polly (1777)
- The Baron Kinkvervankotsdorsprakingatchdern (1781)
- The Castle of Andalusia (1782)
- Two to One (1784), libretto George Colman. Includes the song "Pensive I Mourn".[1]
- Turk and No Turk (1785)
- Inkle and Yarico (1787)

また、アーノルドは1787年から1797年にかけてゲオルク・フリードリヒ・ヘンデルの初となる作品集をまとめて180の部分にわけて出版したことによっても知られる。これは19世紀に『ヘンデル協会』版が登場するまでヘンデル音楽の最も網羅的な全集であった。